# My Free Farm
My Free Farm ist eine Wirtschaftssimulation eines Bauernhofs in Form eines Browserspiels des deutschen Spieleentwicklers Upjers.

## Inhalt
In dem Spiel geht es um den Betrieb eines Bauernhofs, auf dem verschiedene Stallungen und Produktionsgebäude errichtet werden können. Anfangs hat man lediglich einen Acker, auf dem man Pflanzen anbauen kann. Im Verlauf des Spiels kann man auf Bauplätzen, die Ackerfläche verbrauchen, auch Gatter und Gebäude zur Tierhaltung, sowie Weiterverarbeitungsanlagen errichten. Ebenfalls Teil des Spiels ist der Handel mit eigenen Farm-Erzeugnissen über den dörflichen Marktplatz oder mit vom Spiel gesteuerten Kunden. Im Verlauf des Spiels kann sich der Spieler über Stufen hocharbeiten, mit deren Erreichen die Nutzung weiterer Spielfunktionen verbunden ist. Die für diese Stufen erforderlichen Erfahrungspunkte erhält man durch das Ernten und Pflegen von Pflanzen bzw. Zierpflanzen, durch das Einsammeln von tierischen Produkten und Erzeugnissen aus den Weiterverarbeitungsanlagen, den Handel mit Kunden, aber auch über das Lösen spezieller Aufgaben.

## Spielprinzip und Technik
Wie andere gängige Browserspiele kann My Free Farm prinzipiell auch ohne Geldeinsatz gespielt werden, jedoch ist der Umfang dann deutlich begrenzt. Mit der virtuellen Premium-Währung Coins kann ein normaler Account jedoch in einen sogenannten Premium-Account aufgewertet werden, der dem Spieler gewisse Vorteile bietet. Es ist einerseits möglich, Coins mittels realem Geld zu erwerben, andererseits können diese auch auf dem im Spiel befindlichen Marktplatz mit der Spielwährung "Kartoffeltaler" gekauft werden. Somit kann der Spieler auch die Vorteile eines Premiumaccounts nutzen, ohne reales Geld investieren zu müssen. 

## Produktionsnotizen
Das Spiel startete als Beta-Version Ende August 2009. Der offizielle Start, bei dem alle in der Beta-Phase angelegten Accounts gelöscht wurden, erfolgte am 12. Oktober 2009; drei Wochen später hatte das Spiel bereits über 300.000 Spieler. Aktuell hat das Spiel über alle Landesversionen verteilt etwa 10,7 Millionen Spieler. In der Beta-Version des Spiels gab es lediglich zwei Server. Aktuell gibt es in der deutschen Version von My Free Farm 25 Server (Stand: 4. Januar 2015).
Im Februar 2012 startete der Ableger My Free Zoo, der im August 2015 auch als Mobile App erschien.

## Rezeption
2009 wurde My Free Farm mit dem Branchenpreis Browser Game of the Year in der Kategorie „Bestes Gelegenheitsspiel“ ausgezeichnet.